# Transatlantikregatta 1935
Die Transatlantikregatta des Jahres 1935 führte von Newport (Rhode Island) über den Nordatlantik nach Bergen (Norwegen).

## Rennen
Die wegen der schlechten Wetterbedingungen für alle beteiligten Crews der teilnehmenden Yachten außergewöhnlich harte wie tragische Regatta löste durch die erstmalige Teilnahme einer deutschen Yacht, der Yawl Störtebeker II unter ihrem Skipper, dem HAPAG-Kapitän Ludwig Schlimbach, in Deutschland erstmals eine euphorische Begeisterung für Hochseeregatten aus, die auch die starke deutsche Beteiligung an der im folgenden Jahr stattfindenden Ozean-Wettfahrt Bermuda-Cuxhaven 1936 erklärt.
Das Rennen wurde am 8. Juni 1935 vor dem amerikanischen Segelmekka Newport gestartet. Die sechs Teilnehmeryachten waren:
- die Gaffelketsch Hamrah
- Gaffelschoner Mistress des Eigners George Roosevelt
- die deutsche Yawl Störtebeker II unter Ludwig Schlimbach, als Crew-Mitglieder u. a. Christian Nissen und Wolfgang Frank
- die Yawl Stormy Weather, von Skipper Rod Stephens geführte Yawl des Eigners Philip le Boutillier, die 1934 nach einer Konstruktion von Olin Stephens gebaut wurde
- die Gaffelketsch Vagabond des Eigners Roger Robinson
- die Ketsch Vamarie des Eigners Vadim Makaroff, gesegelt von Skipper Sherman Hoyt

Während der sehr stürmischen Regatta, die allen Mannschaften das Schwerste abverlangten, kam es zu zwei schweren Zwischenfällen. Während sich ein Crewmitglied der Yacht Vamarie, das am 20. Juni 1935 über Bord ging und unter dem Schiffskiel von drei Metern Tiefgang entlang gespült wurde, sich an der Leine des achtern ausgefierten Patentlogs dennoch trotz einer Geschwindigkeit von 10 Knoten bei 7 Windstärken Beaufort einklinken konnte und nach zehn Minuten wieder an Deck stand, verlor die Teilnehmeryacht Hamrah bei 46° N 40° W ihren Eigner, der von einer bei 8 Windstärken Beaufort einsteigenden See aus dem Cockpit der Yacht gespült wurde. Bei den anschließenden Mann-über-Bord-Manövern gingen seine beiden mitsegelnden Söhne ebenfalls verloren und der Großbaum brach. Nach fünf Stunden erfolgloser Suche musste die Hamrah zunächst für 50 Stunden im Sturm beidrehen. Die aus drei Mitgliedern bestehende Restcrew  brach die weitere Suche im Nebel erfolglos ab und kehrte nach Nova Scotia in Kanada zurück. Für seine Leistungen erhielt der 21-jährige Skipper Charles Tillinghast jr. die Blue Water Medal in Anerkennung seiner seemännischen Leistungen in diesem Unglücksfall.
Das Rennen selbst wurde in Höhe des Pentland Firth zu einem Duell zwischen der führenden Vamarie und der kleineren Stormy Weather. Während die Crew der Stormy Weather über abgefangene Funksprüche eine Vorstellung von der Position der Vamarie hatte, mochte die Crew der Vamarie einen gehabten Sichtkontakt mit der Stormy Weather nicht wahrhaben. Am 27. Juni 1935 ging die Vamarie als erste über die Ziellinie vor Bergen. Noch am Abend der Siegesfeier der Vamarie wurde die Stormy Weather zweite Yacht im Zieldurchgang, aber Siegerin nach berechneter Zeit, da ihr die baugrößere Vamarie 5:47 Stunden an berechneter Zeit zu vergüten hatte. Die Mistress traf am 29. Juni nach 21 Tagen und die Vagabond am 4. Juli 1935 in Bergen ein. Die deutsche Störtebeker II benötigte für das Rennen als Last Ship Home 35 Seetage.

## Zitate
„...das Fürchterlichste, was ich je erlebt habe.“